# Clarence Darrow
Clarence Seward Darrow (18 de abril de 1857 - 13 de março de 1938) foi um advogado norte-americano que se tornou famoso no início do século XX por seu envolvimento no julgamento de assassinato de Leopold e Loeb e no julgamento do "Macaco" Scopes. Ele foi um dos principais membros da União Americana pelas Liberdades Civis e um proeminente defensor da reforma econômica georgista.
Chamado de "advogado do interior sofisticado", a sagacidade e a eloquência de Darrow fizeram dele um dos advogados e libertários civis mais proeminentes do país. Ele defendeu clientes de alto nível em muitos julgamentos famosos do início do século XX, incluindo os assassinos adolescentes Leopold e Loeb pelo assassinato de Robert "Bobby" Franks, de 14 anos (1924); o professor John T. Scopes no Julgamento do "Macaco" Scopes (1925), no qual se opôs ao estadista e orador William Jennings Bryan; e Ossian Sweet em um caso de autodefesa racialmente carregado (1926).

## Livros de Darrow
Um volume das reminiscências da infância de Darrow, intitulado Farmington, foi publicado em Chicago em 1903 pela McClurg and Company.
Darrow dividiu escritórios com Edgar Lee Masters , que alcançou mais fama por sua poesia, em particular, a Spoon River Anthology, do que por sua defesa.
Os papéis de Clarence Darrow estão localizados na Biblioteca do Congresso e nas Bibliotecas da Universidade de Minnesota . O Riesenfeld Rare Books Research Center da Faculdade de Direito da Universidade de Minnesota tem a maior coleção de material de Clarence Darrow, incluindo cartas pessoais de e para Darrow.

### Lista de livros
- An Eye for an Eye
- Crime: Its Cause and Treatment
- Persian Pearl
- The Story of My Life
- Farmington
- Resist Not Evil
- Marx vs Tolstoy
- Closing Arguments on Religion, Law and Society
- The Myth of the Soul